# Леонхард VII Карл фон Харах-Рорау
Леонхард VII (I) Карл фон Харах-Рорау (на немски: Leonhard VII (I) Karl Graf von Harrach zu Rohrau; * 4 юни 1594; † 30 юни 1645) е граф на Харах-Рорау и Танхаузен в Австрия. Той е в австрийския двор камерхер, държавен съветник и губернатор на провинция.

## Произход
Той е най-големият син на имперски граф Карл фон Харах (1570 – 1628), съветник на император Фердинанд II, и фрайин Мария Елизабет фон Шратенбах-Хагенберг (1573 – 1653, дъщеря на фрайхер Максимилиан фон Шратенбах-Хегенберг (1537 – 1611) и съпругата му Анна фон Грасвайн († сл. 1621). Брат му Ернст Адалберт фон Харах (1598 – 1667) е кардинал, архиепископ на Прага (1623 – 1667).

## Фамилия
Леонхард VII Карл се жени на 28 юни 1620 г. в Грац за графиня Мария Франциска фон Егенберг (* 1607; † 4 септември 1679, Анаберг), дъщеря на княз Ханс Улрих фон Егенберг, херцог на Крумау (1568 – 1634), първи министър в двора на император Фердинанд II, и фрайин Мария Сидония фвон Танхаузен († 1614). Те имат четири деца:
- Леонхард VIII Улрих фон Харах-Рорау (1631 – 1689/1695), женен I. за Анна Евзебия фон Шванберг († 21 март/29 април 1659, Виена), II. на 1 май 1664 г. за графиня Мария Магдалена Маргарета фон Йотинген-Валерщайн (* 1633; † 7 септември 1693), дъщеря на граф Ернст II фон Йотинген-Валерщайн (1594 – 1670) и графиня Мария Магдалена Фугер-Кирхберг-Вейсенхорн (1606 – 1670); имат 1 син и 3 дъщери
- Мария Елеонора фон Харах-Рорау (* 1634; † 1 декември 1693, Виена), омъжена 1649 г. за унгарския граф Миклос IV Палфи-Ердьод (* 12 август 1619; † 12 август 1679)
- Мария Анна Елизабет фон Харах-Рорау (* 1636; † 9 февруари 1698), омъжена на 25 ноември 1663 г. във Виена за граф Франц Максимилиан фон Мансфелд-Фордерорт (* 22 ноември 1639, Виена; † 12 септември 1692, Виена), син на граф Бруно III фон Мансфелд (1576 – 1644) и фрайин Мария Магдалена фон Тьоринг-Зеефелд (1616 – 1668)
- Мария Терезия фон Харах-Рорау (* 1639; † пр. 12 октомври 1685)